# Panachaïkó
Le Panachaïkó (en grec moderne : Παναχαϊκό όρος), ou en français le Panachéen, également connu sous le nom de Vodiás (en grec moderne : Βοδιάς) principalement au Moyen Âge, est un massif de montagnes situé en Achaïe, dans le Péloponnèse, en Grèce. Elle s'étend sur environ 20 km, du nord au sud, et 15-20 km d'est en ouest. C'est le massif de montagnes le plus septentrional du Péloponnèse, à proximité immédiate de l'agglomération de Patras. Le point culminant, nommé Pýrgos Palavoú (Πύργος Παλαβού), s'élève à 1 926 m.
Le massif abrite deux refuges, l'un des plus grands parcs éoliens de Grèce, inauguré en 2006, et deux stations de communication. La neige est fréquente dans les zones de plus de 1 000 m en hiver. Le décollage de parapentes est courant dans les zones de moins de 1 100 m. En raison du surpâturage, des fréquents incendies de forêt et de l'appropriation des terres pour le logement, l'écologie et le sol de la montagne ont beaucoup souffert, à tel point qu'une grande partie du sol est maintenant stérile ou ne peut supporter qu'une végétation herbacée. Le massif est peu boisé, notamment sur ses pentes ouest et sud, tandis que les zones les plus fertiles se trouvent sur les pentes est et ouest.
La plus grande partie de la montagne (environ 500 km2) fait partie du réseau européen Natura 2000 au titre des zones spéciales de conservation (ZSC) des habitats naturels.

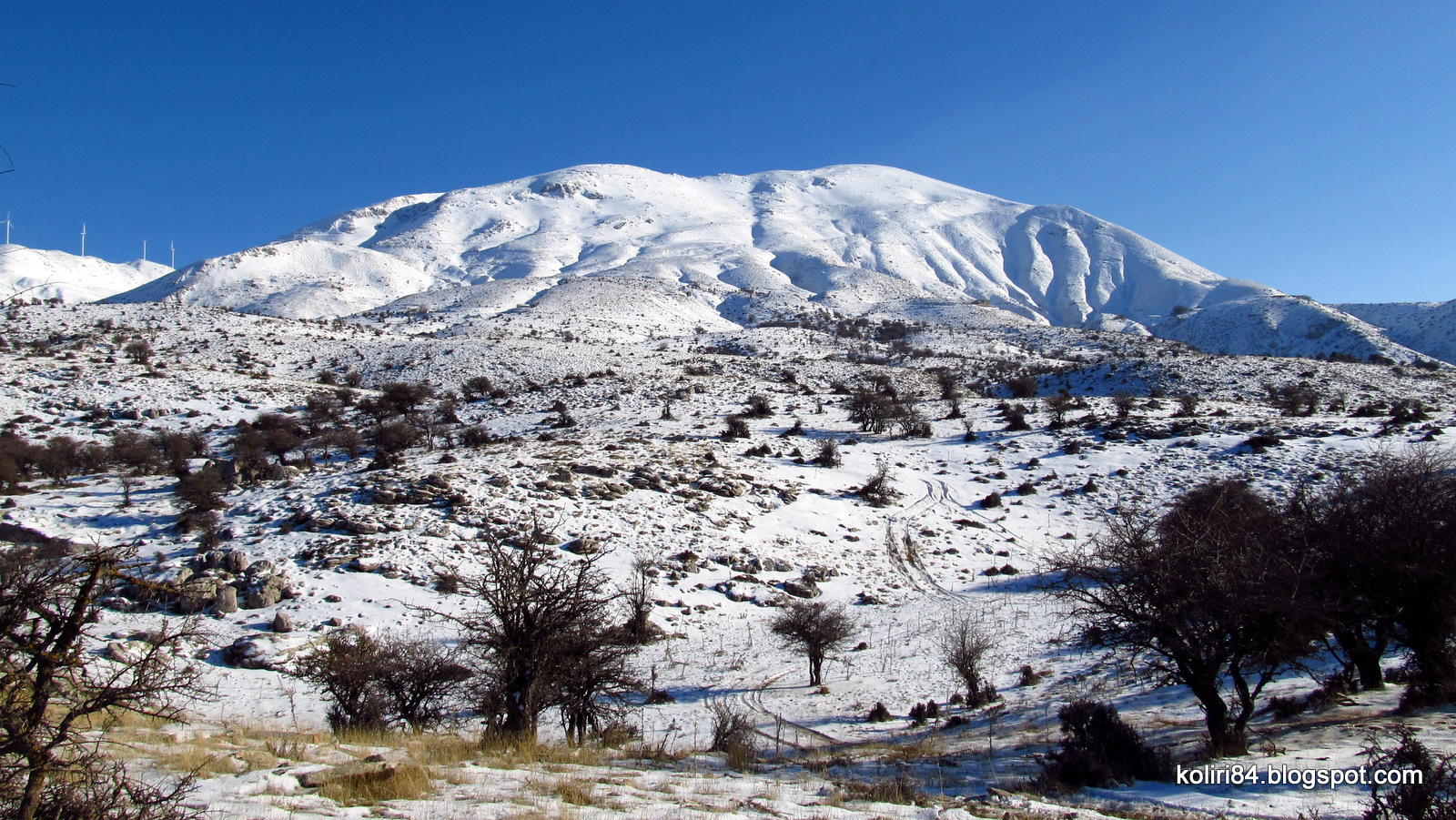
Vue du deuxième sommet le plus élevé, en hiver.
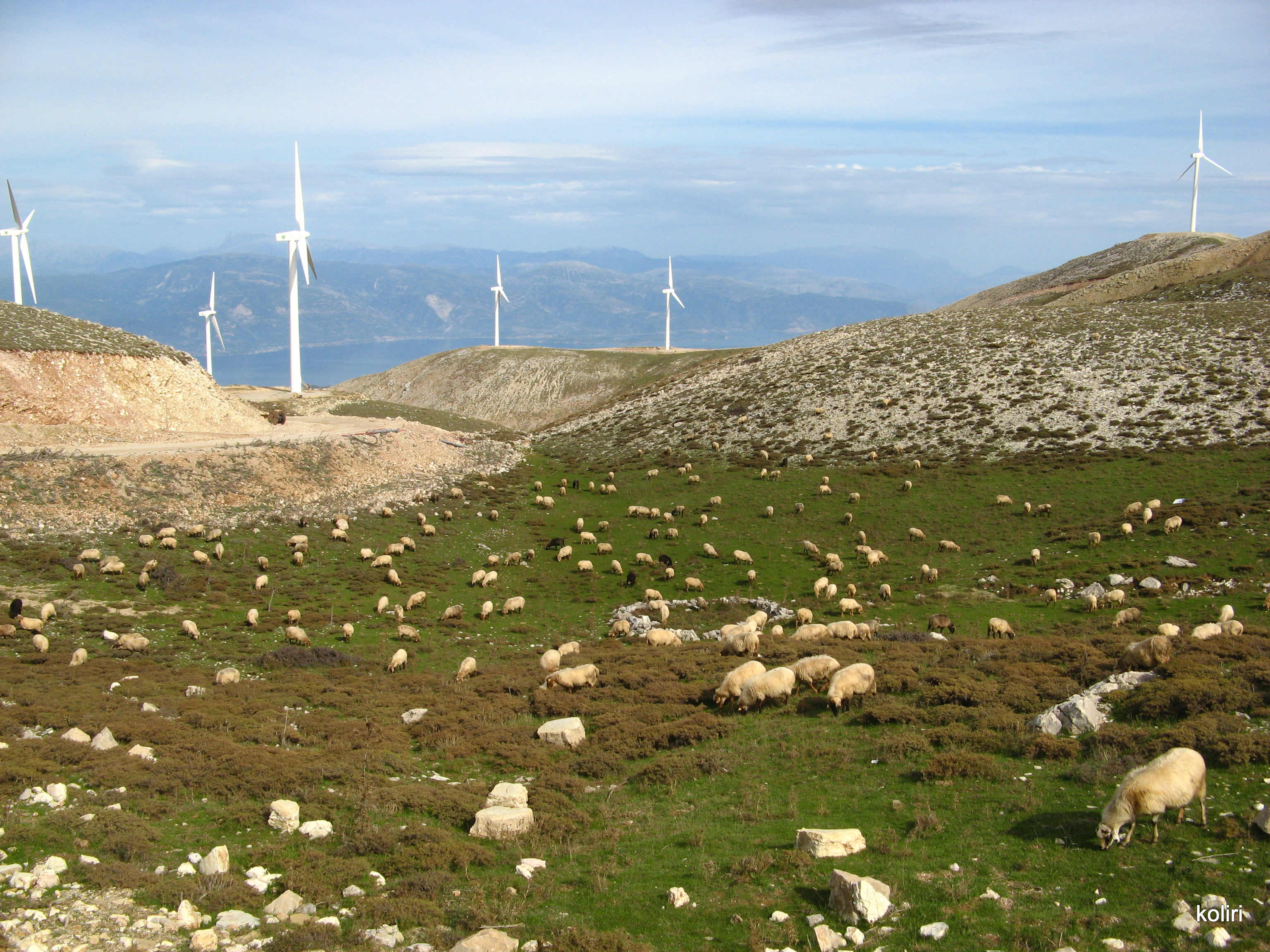
Pâturage et parc éolien.
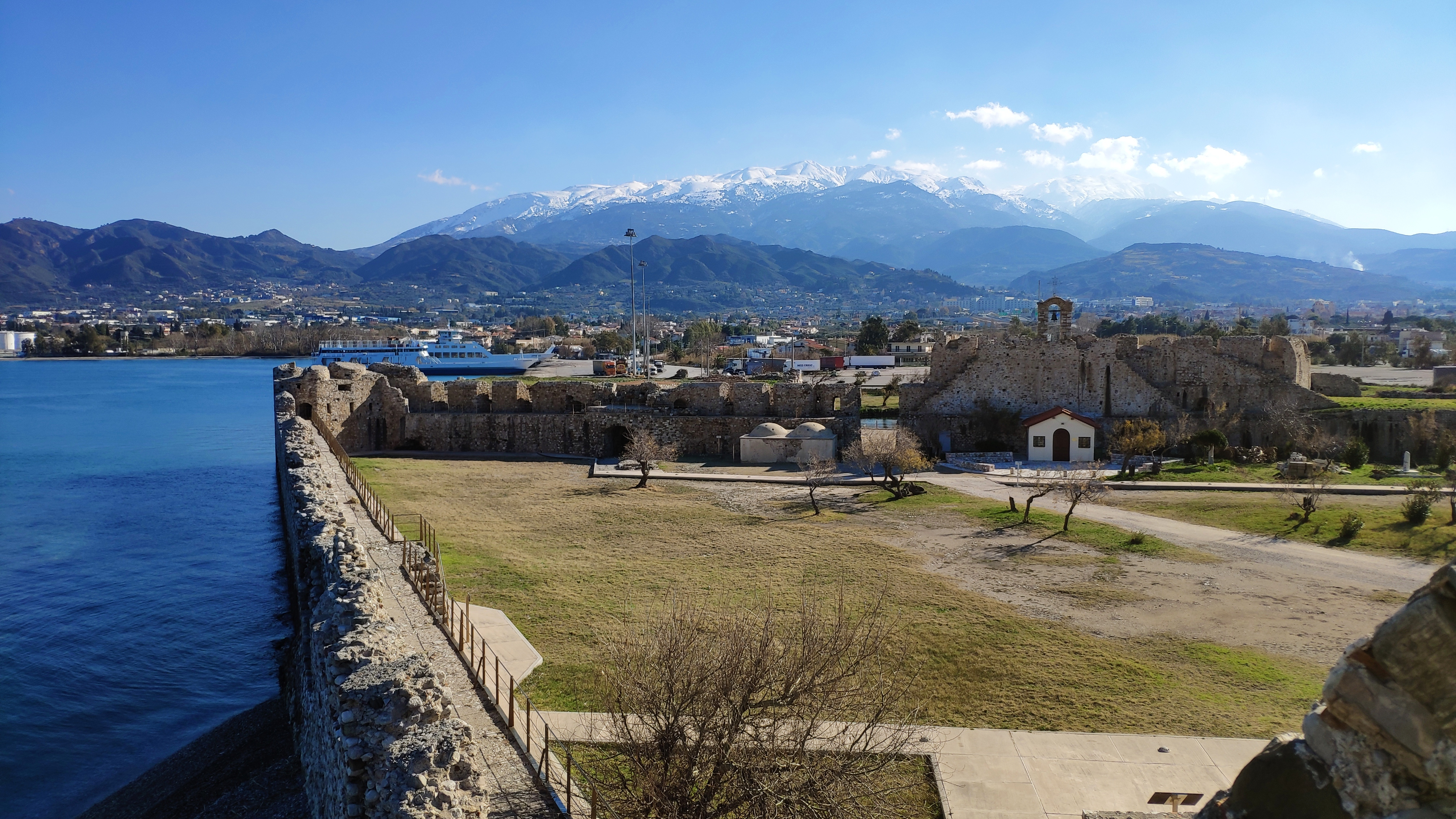
Vue du Panachaïkó en arrière-plan depuis le château de Río.